# A Nuvem Rosa
A Nuvem Rosa é um thriller de ficção científica brasileiro de 2021 escrito e dirigido por Iuli Gerbase em sua estreia na direção. O filme é estrelado por Renata de Lélis, Eduardo Mendonça, Kaya Rodrigues, Helena Becker e Girley Paes.
O filme teve sua estreia mundial no Festival de Cinema de Sundance em 29 de janeiro de 2021. No Brasil, foi lançado pela O2 Play em 26 de agosto de 2021.

## Sinopse
Uma misteriosa e mortal nuvem rosa aparece nos céus, espalhando-se dramaticamente pelo mundo, forçando todos a ficarem em casa. Giovana está confinada em um apartamento com Yago, um homem que ela conheceu em uma festa na noite anterior. Enquanto esperam a nuvem passar, os dois têm que se inventar como um casal. Ao longo dos anos, enquanto Yago vive sua própria utopia, Giovana se sente presa no interior.[carece de fontes?]

## Elenco
- Renata de Lélis como Giovana
- Eduardo Mendonça como Yago
- Kaya Rodrigues como Sara
- Helena Becker como Júlia
- Girley Paes como Rui
- Gabriel Eringer como Lino

## Lançamento
O filme teve sua estreia mundial no Festival de Cinema de Sundance em 29 de janeiro de 2021 na seção World Cinema Dramatic Competition.

### Recepção
No website agregador de críticas Rotten Tomatoes, 100% de 33 críticos deram ao filme uma crítica positiva, com uma classificação média de 7,5/10, e o consenso dizendo: "Uma estreia assustadoramente relevante da roteirista e diretora Iuli Gerbase, A Nuvem Rosa aborda os problemas emocionais da vida pandêmica e traz observações impressionantes sobre o comportamento humano."